# 15843 Comcom
15843 Comcom è un asteroide della fascia principale. Scoperto nel 1995, presenta un'orbita caratterizzata da un semiasse maggiore pari a 2,9233148 UA e da un'eccentricità di 0,1763780, inclinata di 11,90388° rispetto all'eclittica.